# Benton (Arkansas)
|  | Dieser Artikel wurde aufgrund von inhaltlichen Mängeln auf der Qualitätssicherungsseite des Projektes USA eingetragen. Hilf mit, die Qualität dieses Artikels auf ein akzeptables Niveau zu bringen, und beteilige dich an der Diskussion! Eine nähere Beschreibung der zu behebenden Mängel fehlt. |

Benton ist eine Stadt und County Seat des Saline Countys im US-amerikanischen Bundesstaat Arkansas. Das U.S. Census Bureau hat bei der Volkszählung 2020 eine Einwohnerzahl von 35.014 ermittelt.
Das Stadtgebiet hat eine Größe von 47,8 km².

## Geschichte
Benton wurde im Jahr 1833 zuerst besiedelt und ist nach Thomas Hart Benton, Senator von Missouri, benannt.

## Söhne und Töchter der Stadt
- Gil Duggan (1914–1974), American-Football-Spieler
- Cliff Lee (* 1978), Baseballspieler (Pitcher)
- Taylor Otwell, Gründer des PHP-Webframeworks Laravel